# Kolponsaari
Kolponsaari är en halvö i Finland. Den ligger i sjön Haukivesi och i kommunen Nyslott i den ekonomiska regionen  Nyslotts ekonomiska region  och landskapet Södra Savolax, i den sydöstra delen av landet, 280 km nordost om huvudstaden Helsingfors.